# ボルン近似
ボルン近似（英: Born approximation）とは、量子力学の散乱理論における散乱振幅や遷移確率振幅を、相互作用を表すパラメータについてべき級数展開して、最初の少数項のみをとる近似方法である。マックス・ボルンにちなんで命名された。
この近似は通常高エネルギー散乱に対して用いられるが、低エネルギー散乱でも散乱ポテンシャルが小さいときには有効である。

## リップマンシュウィンガー方程式におけるボルン近似
運動量がpで、外向き(+)または内向き(−)の境界条件をみたす散乱状態{\displaystyle \vert {\psi ^{(\pm )}}\rangle }のリップマン‐シュウィンガー方程式は以下のように表せる。
{\displaystyle \vert {\psi ^{(\pm )}}\rangle =\vert {\phi ^{\circ }}\rangle +{\hat {G}}^{\circ }(E_{p}\pm i\epsilon )V\vert {\psi ^{(\pm )}}\rangle }
ここで{\displaystyle {\hat {G}}^{\circ }}は自由粒子のグリーン関数、 {\displaystyle \epsilon }は正の無限小量、Vは散乱ポテンシャル、{\displaystyle \vert {\phi ^{\circ }}\rangle }は自由粒子の状態ベクトルで、入射波とも呼ばれる。
ボルン近似によって、この方程式は以下のようになる。
{\displaystyle \vert {\psi ^{(\pm )}}\rangle =\vert {\phi ^{\circ }}\rangle +{\hat {G}}^{\circ }(E_{p}\pm i0)V\vert {\phi ^{\circ }}\rangle }
この式は、右辺が未知の{\displaystyle \vert {\psi ^{(\pm )}}\rangle }に依存しないので容易に解ける。

## 歪曲波ボルン近似(DWBA)
原子核反応をボルン近似で扱い、核全体による散乱や吸収の効果は入射粒子の波のひずみとして扱うことを歪曲波ボルン近似(DWBA)という。